# Pieczęć stanowa Rhode Island
Pieczęć stanowa Rhode Island – jeden z symboli stanu Rhode Island, składający się z niebieskiego tła oraz złotej kotwicy. 

## Historia
Rhode Island zostało założone w 1636 roku przez Rogera Williamsa, Anne Hutchinson oraz przez inne osoby, poszukujące wolności religijnej, pochodzące ze stanu Massachusetts oraz z Europy. W 1644 roku słowo hope (pol. nadzieja) znalazło się na pieczęci stanowej Rhode Island. Zarówno słowo hope, motto pieczęci, jak i kotwica zostały zainspirowane Pismem Świętym: „abyśmy przez dwie rzeczy niezmienne, co do których niemożliwe jest, by skłamał Bóg, mieli trwałą pociechę, my, którzyśmy się uciekli do uchwycenia zaofiarowanej nadziei. Trzymajmy się jej jako bezpiecznej i silnej kotwicy duszy, [kotwicy], która przenika poza zasłonę” (Hbr 6, 18–19). W zewnętrznym pierścieniu pieczęci znajdują się słowa: Seal of the State of Rhode Island and Providence Plantation 1636. 
Pieczęć została przyjęta przez Zgromadzenie Ogólne Rhode Island w 1644 roku. Rozdział 4 §2 Rhode Island General Laws Title 42 – State Affairs and Government stanowi, że: 

Nadal powinna być używana jedna pieczęć do publicznego użytku państwa, a na niej wyryty zostanie kształt kotwicy, jego mottem będzie słowo „Hope”, a w pierścieniu zewnętrznym wygrawerowane zostaną słowa: „Seal of the State of Rhode Island and Providence Plantations, 1636”

Od 1775 roku zarówno kotwica, jak i słowo hope znajdują się także na fladze stanowej Rhode Island.

## Inne wersje

Pieczęć Gubernatora Rhode Island
Pieczęć Gubernatora Porucznika Rhode Island
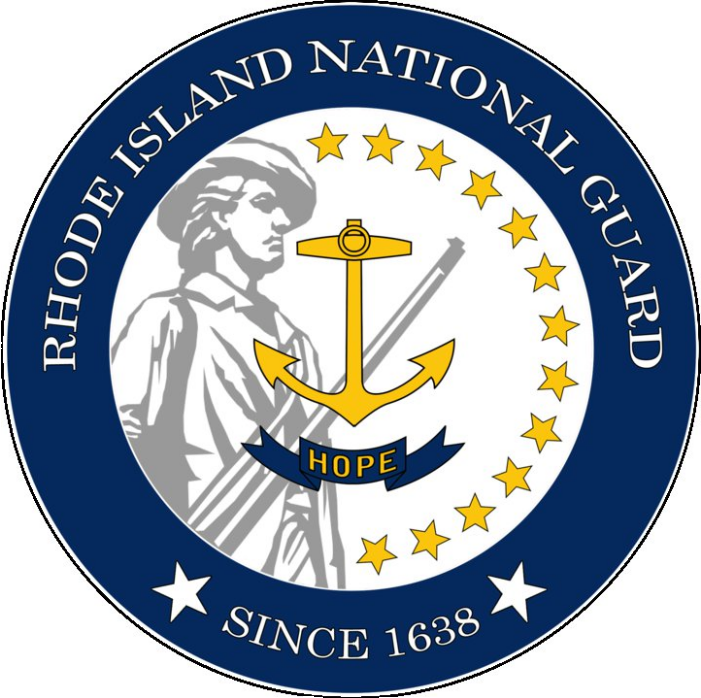
Pieczęć Gwardii Narodowej Rhode Island
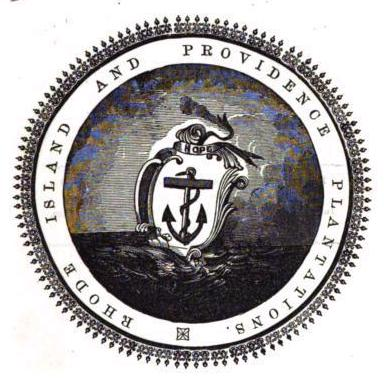
Pieczęć Rhode Island, używana w 1853 roku
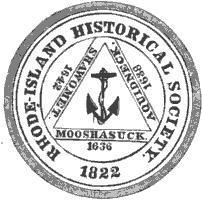
Pieczęć Towarzystwa Historycznego Rhode Island
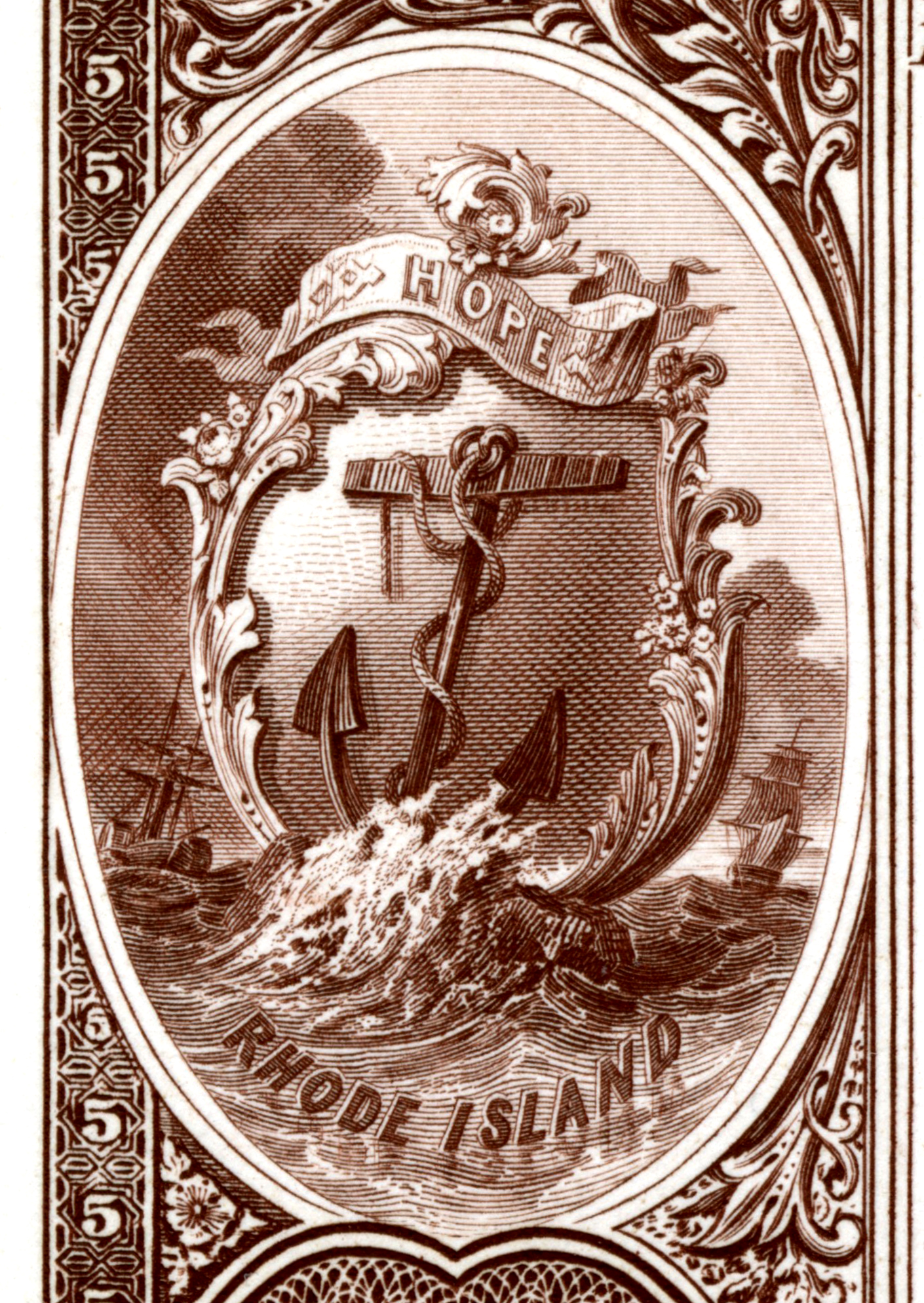
Pieczęć stanu Rhode Island przedstawiona na rewersie banknotów z serii 1882BB.
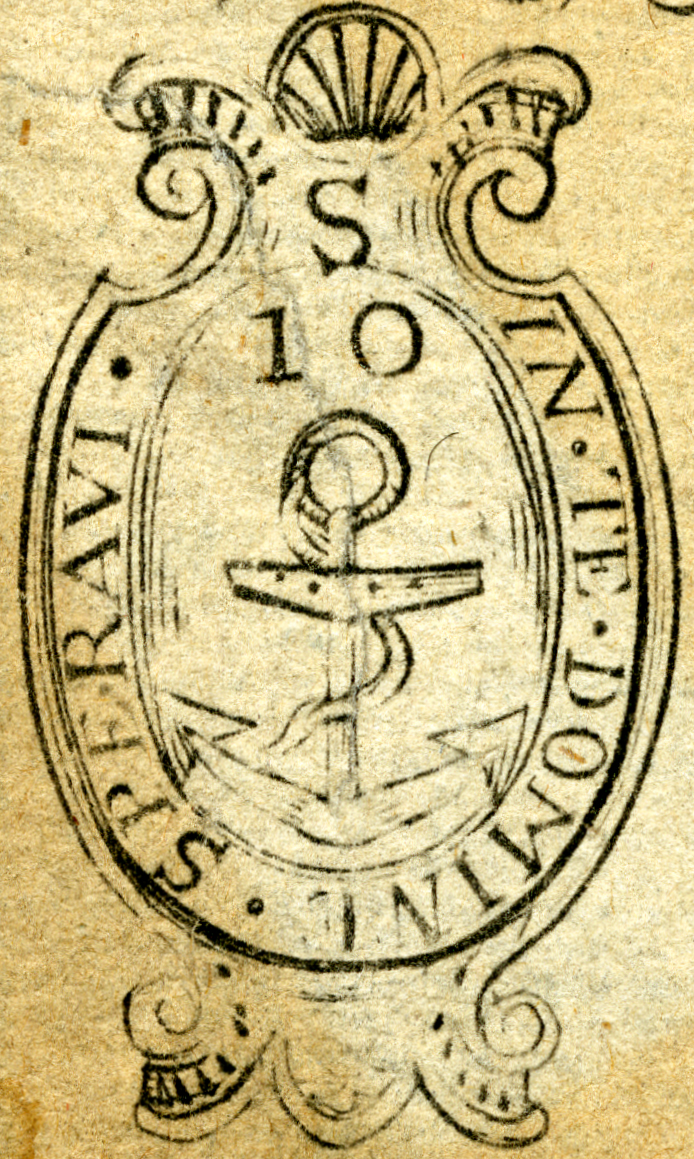
Pieczęć Rhode Island z 1738 roku